# Oplegnathus
Oplegnathus è un genere di pesci ossei marini, unico genere appartenente alla famiglia Oplegnathidae.

## Distribuzione e habitat
Le specie del genere sono diffuse principalmente nelle acque temperate australi di Sudafrica, America Meridionale (a nord fino al Perù e alle Galápagos), Australia meridionale e Tasmania nonché in Giappone. Vivono soprattutto in acque costiere su fondi duri; i giovanili si trovano spesso associati ad oggetti galleggianti.

## Descrizione
Sono pesci dal profilo piuttosto alto e dal corpo compresso lateralmente. I denti formano una sorta di becco, ben sviluppato solo negli adulti. La pinna dorsale ha una parte anteriore a raggi spinosi piuttosto bassa; nei giovanili invece la pinna dorsale ha altezza uniforme. Le scaglie sono piccole. La taglia massima è sui 90 cm.

## Alimentazione
Si cibano di organismi a guscio duro come molluschi e cirripedi.

## Pesca
Hanno una certa importanza come pesci da consumo.

## Specie
- Oplegnathus conwayi
- Oplegnathus fasciatus
- Oplegnathus insignis
- Oplegnathus peaolopesi
- Oplegnathus punctatus
- Oplegnathus robinsoni
- Oplegnathus woodwardi[2]